# Trentepohlia (Mongoma) madagascariensis spectabilis
Trentepohlia (Mongoma) madagascariensis spectabilis is een ondersoort van de tweevleugelige Trentepohlia (Mongoma) madagascariensis uit de familie steltmuggen (Limoniidae). De ondersoort komt voor in het Afrotropisch gebied.